# Buenavista de Allende
Buenavista de Allende es una localidad del estado mexicano de Guerrero. Es parte del municipio de Tecoanapa.

## Toponimia
El nombre «Allende» rinde homenaje a Ignacio Allende, héroe de la Independencia de México.

## Demografía
| Gráfica de evolución demográfica |
|                                  |

| Censo | Población |
| ----- | --------- |
| 1900  | 420       |
| 1910  | 538       |
| 1921  | 715       |
| 1930  | 861       |
| 1940  | 1 137     |
| 1950  | 960       |
| 1960  | 987       |
| 1970  | 1 300     |
| 1980  | 1 088     |
| 1990  | 1 378     |
| 2000  | 1 720     |
| 2010  | 1 841     |
| 2020  | 1 950     |